# کورتیکوتروپین-مانند واسطه پپتید
کورتیکوتروپین-مانند واسطه پپتید (به انگلیسی: Corticotropin-like intermediate peptide) با فرمول شیمیایی C۱۱۲H۱۶۵N۲۷O۳۶ یک ترکیب شیمیایی با شناسه پاب‌کم ۱۶۱۳۳۲۲۷ است. که جرم مولی آن ۲۴۶۵٫۶۶۸ g/mol می‌باشد. 